# 안젤라 린드발
안젤라 린드발(Angela Lindvall, 1979년 1월 14일 ~ )은 미국의 모델, 배우이다. 모델 오드리 린드발의 언니이기도 하다.